# The Fatback Band
The Fatback Band sono un gruppo musicale statunitense R&B e funk. Pubblicarono i loro maggiori successi tra gli anni settanta e ottanta. Il loro King Tim III (Personality Jock) del 1979 è considerato da alcuni il primo singolo hip hop, un primato che molti attribuiscono invece a Rapper's Delight dei Sugarhill Gang, uscito pochi mesi dopo.

## Formazione

### Membri attuali
- Bill "Fatback" Curtis – percussioni
- Xavier Zack Guinn – basso, voce
- Ledjerick Todd Woods – tromba
- Darryl McAllister – chitarra, voce
- Isabella Dunn Gordon – voce
- Montreal Parker – percussioni
- Marell Glenn – tastiera
- Ed Jackson - sassofono, voce

### Ex membri
- Billy Hamilton – organo, tastiera
- Earl Shelton – sassofono
- Johnny King – chitarra, voce
- Johnny Flippin – basso, percussioni, voce
- Gerry Thomas – tastiera
- George Adams – flauto
- Skip Walker – percussioni
- Tom Browne – tromba
- Najee – sassofono
- John DeBerry – voce
- Wayne Wilford – percussioni
- Fred Demery – sassofono
- Louis Wright – chitarra
- George Victory – chitarra
- Deborah Cooper – voce
- Michael Walker – tastiera, voce
- Robert Damper – tastiera
- Linda Blakely (d.1994) – voce
- Vernon Lloyd – basso, voce
- Quenetta "Que" Simpson – voce

## Discografia

### Album in studio
- 1972 – Let's Do It Again
- 1973 – People Music
- 1974 – Feel My Soul
- 1974 – Keep on Steppin'
- 1975 – Yum Yum
- 1975 – Raising Hell
- 1976 – Night Fever
- 1977 – NYCNYUSA
- 1977 – Man with the Band
- 1978 – Fired Up 'N' Kickin
- 1979 – Brite Lites/Big City
- 1979 – Fatback XII
- 1980 – Hot Box
- 1980 – 14 Karat
- 1981 – Tasty Jam
- 1981 – Gigolo
- 1982 – On the Floor with Fatback
- 1983 – Is This the Future?
- 1983 – With Love
- 1984 – Phoenix
- 1985 – So Delicious
- 1987 – Live
- 1988 – Tonight's an All-Nite Party
- 2004 – Second Generation